# Chain O’ Lakes (Wisconsin)
Chain O’ Lakes ist eine Siedlung auf gemeindefreiem Gebiet im Waupaca County im US-amerikanischen Bundesstaat Wisconsin. Zu statistischen Zwecken ist der Ort zu einem Census-designated place (CDP) zusammengefasst worden. Im Jahr 2010 hatte Chain O’ Lakes 981 Einwohner.

## Geografie
Chain O’ Lakes liegt im mittleren Nordosten Wisconsins, rund 70 km westnordwestlich des Lake Winnebago und rund 110 km westsüdwestlich der Green Bay des Michigansees. Der Ort liegt rings um eine Kette von Seen (Chain O(f) Lakes), die über den Crystal River entwässert werden und über den Waupaca River, den Wolf River sowie den Fox River zum Einzugsgebiet der Green Bay des Michigansees gehören.
Die geografischen Koordinaten von Chain O’ Lakes sind 44°19′45″ nördlicher Breite und 89°10′12″ westlicher Länge. Die Siedlung erstreckt sich über eine Fläche von 11,90 km², die sich auf 8,82 km² Land- und 3,08 km² Wasserfläche verteilen. Der Ort liegt im Osten in der Town of Farmington und im Westen in der Town of Dayton. Am westlichen Ortsrand beginnt der Hartman Creek State Park.
Nachbarorte von Chain O’ Lakes sind King (an der nordöstlichen Ortsgrenze) und Waupaca (8 km ostnordöstlich).
Die nächstgelegenen größeren Städte sind Green Bay am Michigansee (110 km ostnordöstlich), Appleton (70 km ostsüdöstlich), Wisconsins größte Stadt Milwaukee (200 km südsüdöstlich), Chicago in Illinois (350 km in der gleichen Richtung), Wisconsins Hauptstadt Madison (160 km südlich), Eau Claire (223 km westnordwestlich), die Twin Cities in Minnesota (358 km in der gleichen Richtung), Wausau (98 km nordwestlich), Duluth am Oberen See in Minnesota (458 km in der gleichen Richtung) und Sault Ste. Marie in der kanadischen Provinz Ontario (556 km nordöstlich, gegenüber von Sault Ste. Marie, Michigan).

## Verkehr
Der Wisconsin State Highway 22 verläuft durch den Südosten von Chain O’ Lakes. Der County Highway Q zweigt von diesem in nordwestlicher Richtung ab und bildet die Hauptstraße des Ortes. Alle weiteren Straßen sind untergeordnete Landstraßen, teils unbefestigte Fahrwege sowie innerörtliche Verbindungsstraßen.

Mit dem Waupaca Municipal Airport befindet sich 15 km östlich ein kleiner Flugplatz. Die nächsten Verkehrsflughäfen sind der Austin Straubel International Airport von Green Bay (93 km ostnordöstlich), der Outagamie County Regional Airport bei Appleton (64 km östlich) und der Central Wisconsin Airport bei Wausau (79 km nordwestlich).

## Bevölkerung
Nach der Volkszählung im Jahr 2010 lebten in Chain O’ Lakes 981 Menschen in 470 Haushalten. Die Bevölkerungsdichte betrug 111,2 Einwohner pro Quadratkilometer. In den 470 Haushalten lebten statistisch je 2,09 Personen. 
Ethnisch betrachtet setzte sich die Bevölkerung zusammen aus 98,8 Prozent Weißen, 0,6 Prozent amerikanischen Ureinwohnern sowie 0,2 Prozent Asiaten; 0,4 Prozent stammten von zwei oder mehr Ethnien ab. Unabhängig von der ethnischen Zugehörigkeit waren 0,1 Prozent (eine Person) der Bevölkerung spanischer oder lateinamerikanischer Abstammung. 
13,4 Prozent der Bevölkerung waren unter 18 Jahre alt, 54,5 Prozent waren zwischen 18 und 64 und 32,1 Prozent waren 65 Jahre oder älter. 49,9 Prozent der Bevölkerung waren weiblich.
Das mittlere jährliche Einkommen eines Haushalts lag bei 60.982 USD. Das Pro-Kopf-Einkommen betrug 57.783 USD. 3,6 Prozent der Einwohner lebten unterhalb der Armutsgrenze.